# Tour 91+1
Para el vídeo editado por Negu Gorriak en 1992 ver Tour 91+1 (vídeo)
Tour 91+1 es el nombre de la segunda gira internacional del grupo de rock de fusión vasco Negu Gorriak. En el año del quinto centenario del descubrimiento de América, el grupo, incómodo con las implicaciones colonialistas de la fecha, decidió «censurar» la efeméride con el recurso del «91+1». Dieron un total de 12 conciertos.
La gira comenzó el 2 de mayo en Suiza, uno de los feudos europeos de la banda. Hasta el 2 de julio visitaron, además, Francia, País Vasco, Italia y, por primera vez, México. En Italia giraron con sus compañeros de la Banda Bassotti y tocaron en el Arezo Wave Festival junto a Billy Bragg. En México giraron con Tijuana No, con quienes organizarían años más tarde el Begirunea Tour 96.
Uno de los más recordados es el que dieron el 30 de mayo en Pamplona, en el pabellón de Anaitasuna, el mismo sitio en el Kortatu dieron su último concierto. Desde entonces, los Muguruza no habían tocado en Pamplona, por lo que la expectación fue enorme. El concierto comenzó con la actuación de los marselleses Massilia Sound System. Cuando Negu Gorriak saltaron al escenario comenzó un desfile de extras como tragafuegos, escaladores, disfraces de monstruos, banderas. El concierto, que fue calificado como «impresionante» o «intenso y efectivo», contó con una presencia policial considerable, terminando la noche con disturbios en el casco viejo de la ciudad. Como consecuencia de los disturbios, Negu Gorriak no pudieron volver a tocar en Pamplona, y los conciertos de rock estuvieron prohibidos en la capital navarra durante varios años.
Como resumen de la gira, editaron el vídeo Tour 91+1, en el que se recoge el concierto de Pamplona, a la vez que hay samples de imágenes de conciertos de la gira (además de imágenes del Tour del 91).

## Fechas, ciudades y grupos con los que tocaron
| Día         | Lugar                       | Ciudad           | País               | Notas |
| 2 de mayo   | Kaserne                     | Zúrich           | Suiza              | Con Baby Jail. |
| 23 de mayo  | Theatre Barbey              | Burdeos          | Francia            | Con Labanak y Dirty Hands. |
| 27 de mayo  | Gaztetxe                    | Andoáin          | País Vasco, España | |
| 28 de mayo  | Gaztetxe                    | Andoáin          | País Vasco, España | |
| 30 de mayo  | Pabellón Anaitasuna         | Pamplona         | Navarra, España    | Con Massilia Sound System. |
| 21 de junio | Villaggio Globale           | Roma             | Italia             | Concierto junto a Banda Bassotti y Dirty Hands.                                                                               |
| 23 de junio | Centro Popolare Autogestito | Florencia        | Italia             | Tocaron en una casa okupa de Florencia con Gang y Banda Bassotti.                                                             |
| 24 de junio | Arezo Wave Festival         | Arezzo           | Italia             | Participaron en el festival junto a Billy Bragg, FFF y Young Gods                                                             |
| 26 de junio | Roxy                        | Guadalajara      | México             | Con Sedición y Paralamas do Sucesso.                                                                                          |
| 27 de junio | Palacio de Deportes         | Ciudad de México | México             | Festival junto a bandas como Paralamas do Sucesso, Horny Toad, Tijuana No, Los Fabulosos Cadillacs y Café Tacuba              |
| 28 de junio | Rola 92                     | Hermosillo       | México             | Festival en el que tocaron de nmuevo con Paralamas do Sucesso, Horny Toad, Tijuana No, Los Fabulosos Cadillacs y Café Tacuba. |
| 2 de julio  | L.U.C.C.                    | Ciudad de México | México             | Con Espectros. |